# AOK Norwegen
Armeeoberkommando Norwegen, forkortet AOK Norwegen) var et af de to armé hovedkvarterer, som styrede de tyske tropper i det nordligste Norge og Finland under 2. verdenskrig. Det var direkte underlagt OKH, den tyske hærs overkommand. Det blev skabt fra 21. Armegruppe i december 1940 og nedlagt i december 1944, hvor dens styrker blev overtaget at 20. Bjergarme. 

## Operationer
Den tyske hær i Norge tog del i Operation Barbarossa i 1941. Under forhandlinger mellem de finske og tyske generalstabe i Helsinki i juni 1941 fik tyskerne det militære ansvar for det nordlige Finland. Hæren i Norge skulle erobre Murmansk og Murmansk jernbanen. Planen fik kodenavnet Operation Silberfuchs (Sølvræv).
Hæren blev evakueret fra Norge i 1945 som led i Operation Birkhahn.

## Enheder
Tyske hær i Norge (Falkenhorst)
- Fra januar 1941:
  - XXXIII Korps
  - XXXVI Korps
  - Gebirgskorps Norwegen

- Fra juli 1941: (under Operation Silberfuchs)
  - XXXIII Korps
  - XXXVI Korps
  - LXX Korps
  - Gebirgskorps Norwegen

- Fra september 1941:
  - XXXIII Korps
  - XXXVI Korps
  - LXX Korps
  - Gebirgskorps Norwegen
  - Finske 3. Korps

- Fra marts 1942: (efter etablering af 20. Bjergarme)
  - XXXIII Korps
  - LXX Korps
  - LXXI Korps